# Alloscirtetica lusor
Alloscirtetica lusor är en biart som först beskrevs av Cockerell 1918.  Alloscirtetica lusor ingår i släktet Alloscirtetica och familjen långtungebin. Inga underarter finns listade i Catalogue of Life.